# Indianer-Teichrose
Die Indianer-Teichrose (Nuphar polysepala (Engelmann) Greene, Syn.: Nuphar lutea (L.) Smith subsp. polysepala (Engelm.) E.O.Beal) ist eine Pflanzenart aus der Familie der Seerosengewächse (Nymphaeaceae).

## Merkmale

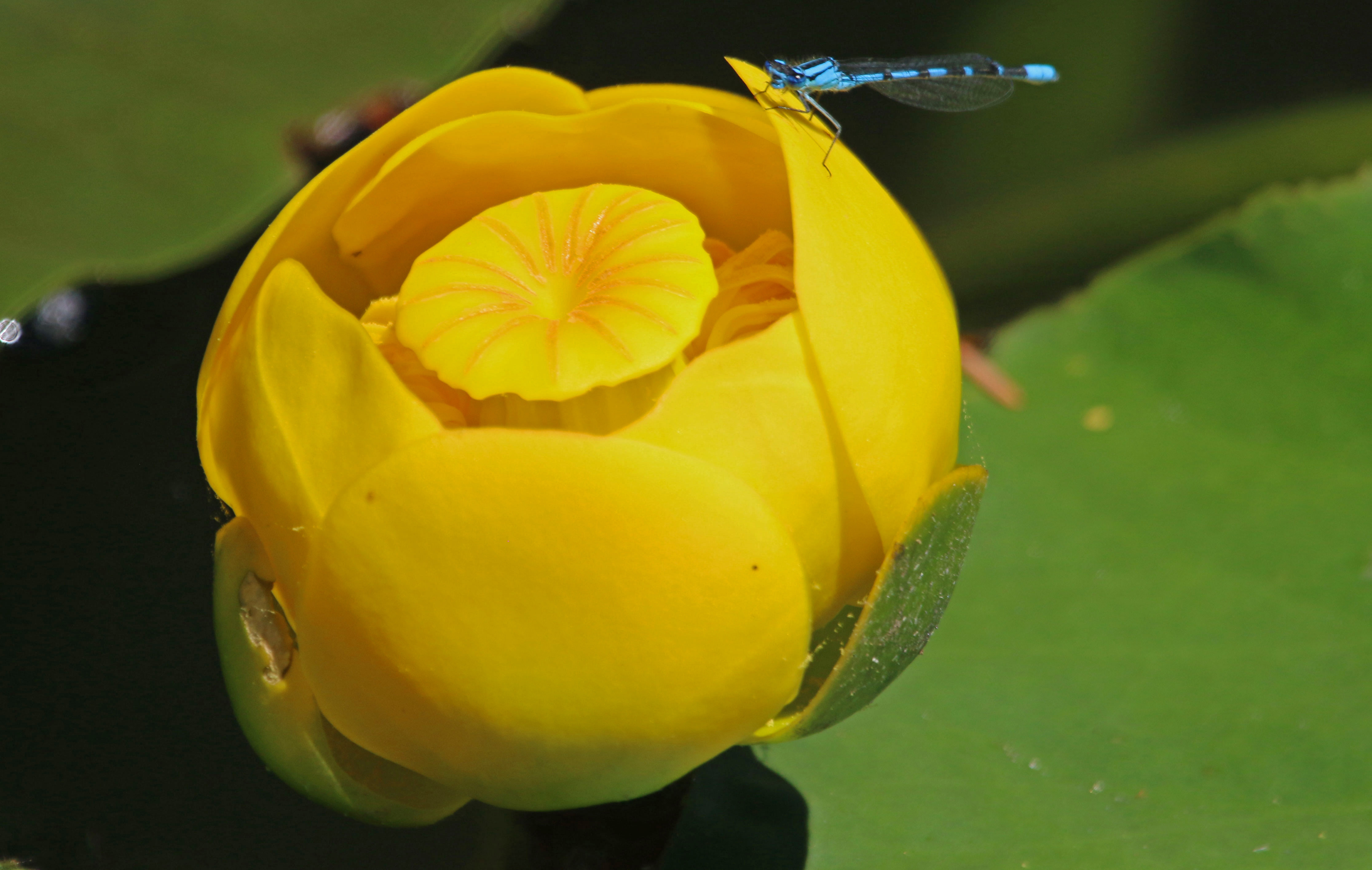
Indianer-Teichrose (Nuphar polysepala)

Die Indianer-Teichrose ist eine ausdauernde Wasserpflanze mit einem Rhizom, das einen Durchmesser von 3 bis 8 cm aufweist und in Wassertiefen von mehr als 30 Zentimeter wächst. Die Schwimmblattspreite ist breit eiförmig, misst 10 bis 40 (45) × 7 bis 30 Zentimeter und so lang wie breit. 
Die zwittrigen, radiärsymmetrischen Blüten weisen einen Durchmesser von 5 bis 12 Zentimeter auf. Es sind meist neun (sechs bis zwölf) Kelchblätter vorhanden. Es sind viele spiralig angeordnete Kronblätter vorhanden. Die Narbenscheibe ist acht- bis 26-strahlig (bis 36-strahlig). Die Blütezeit reicht von Mai bis August.
Die grüne bis gelbe Frucht ist zylindrisch bis eiförmig, stark gerippt, weist meist eine Länge von 4 bis 6 cm (selten bis 9 cm) und einen Durchmesser von 3,5 bis 6 cm auf. Die Samen sind 3,5 bis 5 mm groß.

## Vorkommen
Die Indianer-Teichrose kommt im warmen bis kühlen westlichen Nordamerika in Seen, Teichen und langsam fließenden Gewässern in Höhenlagen von 0 bis 3700 Meter vor. Man findet sie in Alaska, im westlichen und nordwestlichen Kanada und in den US-Bundesstaaten Washington, Oregon, Wyoming, Idaho, Montana, Colorado, Utah, Nevada, Arizona, New Mexico und in Kalifornien.

## Nutzung
Die Indianer-Teichrose wird selten als Zierpflanze in Gartenteichen genutzt.